# Atelier 17
Atelier 17 was een kunstacademie en atelier die invloed had op het onderwijs en de promotie van prentkunst in de 20e eeuw. Oorspronkelijk gevestigd in Parijs, verhuisde de studio naar New York in de jaren rond de Tweede Wereldoorlog. Het verhuisde terug naar Parijs in 1950. 

## Geschiedenis
De studio werd in 1927 door Stanley William Hayter (1901-1988) gevormd als een experimentele werkplaats voor grafische kunst in Parijs, Frankrijk. De studio stond bekend om zijn collaboratieve sfeer, met kunstenaars die ideeën uitwisselen over techniek en esthetiek.
De studio was gelegen aan de rue Campagne-Première 17 in Parijs. In 1940 verliet de oprichter van de studio, Hayter, Parijs toen de Tweede Wereldoorlog begon. Hij verhuisde naar New York en heropende daar zijn studio Atelier 17. De studio was oorspronkelijk verbonden met de New School en in 1945 gevestigd als East 8th Street. De studio trok veel Europese kunstenaars aan die uit Europa waren gevlucht en liet Amerikaanse kunstenaars ook kennismaken met beeldende kunst.
Hayter verhuisde zijn studio terug naar Parijs in 1950, waar hij open bleef tot Hayters dood in 1988. Dat jaar werd de studio omgedoopt tot Atelier Contrepoint en bleef actief.

## Technieken
Kunstenaars verbonden aan Atelier 17 werkten met gevestigde en experimentele technieken. Oprichter Hayter werkte oorspronkelijk in de diepdruk. Vanuit dat uitgangspunt experimenteerden kunstenaars met afdrukken in meerdere kleuren en structuurpatronen. Onder de gebruikte technieken waren aquatint, offsetdruk in kleur, etsen, de Grible-methode, liftground, lijngraveren en mezzotint .

## Artiesten verbonden aan Atelier 17
De catalogus voor het retrospectief van het 50-jarig jubileum Atelier 17 bevat de namen van kunstenaars die bij Atelier 17 hebben gewerkt.

### Parijs (1927-1939)
- Jankel Adler
- Rose Adler
- Werner von Alvensleben
- Flora Blanc
- Victor Brauner
- Sergio Brignoni
- John Buckland Wright
- Massimo Campigli
- Anita de Caro
- Óscar Domínguez
- Max Ernst
- Philip Evergood
- John Ferren
- Leonor Fini
- Alberto Giacometti
- Richard Gump
- Stanley William Hayter
- Józef Hecht
- Richard Hollander

- Dalla Husband
- Buffie Johnson
- Maximillian Kolos-Vari
- Elvira Kourjoudjian
- Georges Lecoq-Vallon
- Fedor Loevenstein
- Hope Manchester
- Georg Mayer-Marton
- Salvatore Mayo
- Roderick Mead
- Joan Miró
- Magdeleine Mocquot
- Nina Negri
- Tarō Okamoto
- Jeanne Bieruma Oosting
- Cathal Brendan O'Toole
- Wolfgang Paalen
- Gabor Peterdi
- Helen Phillips

- Anton Prinner
- Siri Rathsman
- Dickson Reeder
- Dolf Rieser
- David Smith
- Ferdinand Springer
- Hedda Sterne
- Árpád Szenes
- Yves Tanguy
- Julian Trevelyan
- Raoul Ubac
- Andre Vallon
- Luis Vargas
- Roger Vieillard
- Maria Helena Vieira da Silva
- Mary Wykeham

### New York (1940-1955)
- Ellen Abbey
- E.B. Adam
- Adolf Aldrich
- Garo Antreasian
- Nemesio Antúnez
- Irene "Fif" Aronson
- Lily Ascher
- Margaret Balzer
- William Baziotes
- Frederick G. Becker
- Ben-Zion
- Harriet Berger Nurkse
- Isabel Bishop
- Grace Borgenicht
- Louise Bourgeois
- Paul Brach
- Cynthia Brants
- Theodore Brenson
- Robert Broner
- Letterio Calapai
- Alexander Calder
- Sylvia Carewe
- Marc Chagall
- Margaret Cilento
- Minna Citron
- Le Corbusier
- Ed Countey
- Ruth Cyril
- Salvador Dalí
- Worden Day
- Dorothy Dehner
- Willem de Kooning
- Sari Dienes
- Werner Drewes
- Virginia Dudley
- Carlos Dyer
- Thomas Brownell Eldred
- Christine Engler
- Francine Felsenthal
- Perle Fine
- James Flora
- Teresa D'Amico Fourpome
- Jean Eda Francksen
- Friedrich Friedel
- Sue Fuller
- Robert Gardner
- Jan Gelb
- Milton Gendel

- James Goetz
- Douglas Gorsline
- Peter Grippe
- Salvatore Grippi
- José Guerrero
- Alan Gussow
- Terry Haass
- Stanley William Hayter
- Joseph Heil
- Anita Heiman
- Fannie Hillsmith
- Harry Hoehn
- Harry Holtzman
- Ian Hugo
- Lotte Jacobi
- Raymond Jordan
- Reuben Kadish
- Sam Kaner
- Philip Kaplan
- Leon Karp
- Leo Katz
- Mar Jean Kettunen
- Dina Gustin Baker
- Kenneth Kilstrom
- James Kleege
- Chaim Koppelman
- Wifredo Lam
- Armin Landeck
- Mauricio Lasansky
- Ruth Leaf
- Jacques Lipchitz
- Ryah Ludens
- Malazinshas
- Reginald Marsh
- Ezio Martinelli
- Maria Martins
- Alice Trumbull Mason
- André Masson
- Matta (Sebastian Antonio Echaurren)
- Richard Meyers
- Joan Miró
- Frances Mitchell
- David Moore
- Norma Morgan
- Jean Morrison Becker
- Robert Motherwell
- Seong Moy

- Lee Mullican
- Louise Nevelson
- Hubert Norton
- Lillian Orloff
- George Ortman
- Vevean Oviette
- Harold Paris
- Robert Andrew Parker
- Joellen Peet
- Irene Rice Pereira
- Gabor Peterdi
- Dmitri Petrov
- Helen Phillips
- Ron Pierson
- Daniel Philip Platt
- Jackson Pollock
- Josef Presser
- Lucia Quintero
- Andre Racz
- Abraham Rattner
- Henry Regis
- Jean-Paul Riopelle
- Kurt Roesch
- Louis Ross
- Mark Rothko
- David Ruff
- Alfred Russell
- Anne Ryan
- Louis Schanker
- Karl Schrag
- Bess Schuyler
- Kenneth Scott
- Doris Seidler
- Rufino Tamayo
- Yves Tanguy
- Ruthven Todd
- Mollie Tureske
- Anne Weinholt
- Pennerton West
- Jonathan Williams
- Larry Winston
- Madeleine Wormser
- Ana Rosa de Ycaza
- Enrique Zanartu

## Nalatenschap
Atelier 17 en de daarmee verbonden kunstenaars zijn het onderwerp geweest van verschillende uitgebreide tentoonstellingen, met name: 
- Atelier 17: een retrospectieve tentoonstelling van het 50-jarig jubileum in het Elvehjem Art Center van de Universiteit van Wisconsin in 1977[10],
- Atelier 17 in het Brooklyn Museum in 1978[3],
- Workshop and Legacy: Stanley William Hayter, Krishna Reddy, Zarina Hashmi in het Metropolitan Museum of Art in 2016[1] en
- Cutting Edge: Modern Prints from Atelier 17 in het Cleveland Museum of Art[11].

## Verder lezen
- "Atelier 17" door Leo Katz
- The Women of Atelier 17: Modernist Printmaking in Midcentury New York by Christina Weyl, 2019, Yale University Press ISBN 0300238509